# Catedral de San Juan Bautista (San Juan, Puerto Rico)
La Catedral Metropolitana Basílica de San Juan Bautista de Puerto Rico es la sede de la arquidiócesis de San Juan. Está localizada en la calle del Cristo, en el Viejo San Juan.

## Historia
Fue construida en 1521, destruida por una tormenta, y posteriormente reconstruida en 1529.
La Iglesia fue nombrada basílica menor por el Papa Pablo VI el 25 de enero de 1978, por petición del cardenal Luis Aponte Martínez, Arzobispo de San Juan.
La misma contiene los restos del explorador y conquistador Juan Ponce de León, así como del mártir San Pío. Contiene algunas reliquias como las de los ornamentos y vestiduras usadas por el Papa Juan Pablo II en su visita a Puerto Rico en 1984.
También contiene una imagen de Nuestra Señora de Guadalupe con el título de «Patrona de México y Emperatriz de las Américas». El Altar mayor lo preside un Cristo crucificado y en los laterales están las imágenes de San Juan Bautista y la Virgen de los Remedios.
La Catedral también es el Santuario Nacional de Nuestra Señora de la Divina Providencia, patrona de Puerto Rico. Es la iglesia más antigua del país, y la segunda más antigua de América, después de la catedral de Santa María la Menor en Santo Domingo.
El primer organista de la Catedral de San Juan fue el canario Domingo Crisanto Delgado Gómez quien venido de la isla de Tenerife logró hacerse con este puesto en 1836, tras haber sido compositor de la Catedral de Nuestra Señora de los Remedios de San Cristóbal de La Laguna en su isla natal.

## Capillas

### Capilla del Santísimo Sacramento
También conocida como Sagrario Metropolitano. A diferencia de otras catedrales latinoamericanas como Ciudad de México y Bogotá, se encuentra dentro de la Catedral. Contiene el Sagrario y algunas pinturas antiguas.

### Capilla de Nuestra Señora de Guadalupe
Aunque dedicada a la Virgen de Guadalupe, también en ella se encuentran imágenes del Niño Jesús, San Judas Tadeo y la Virgen de los Dolores.
En ella se encuentra una copia fiel del Santo Tilma de San Juan Diego, autorizado y firmado por el cardenal Norberto Rivera Carrera, Arzobispo de México. Está bordeada de un marco de oro y perlas y una inscripción en la que se lee: «Reina de México y Emperatriz de América».

### Capilla de Nuestra Señora de la Divina Providencia

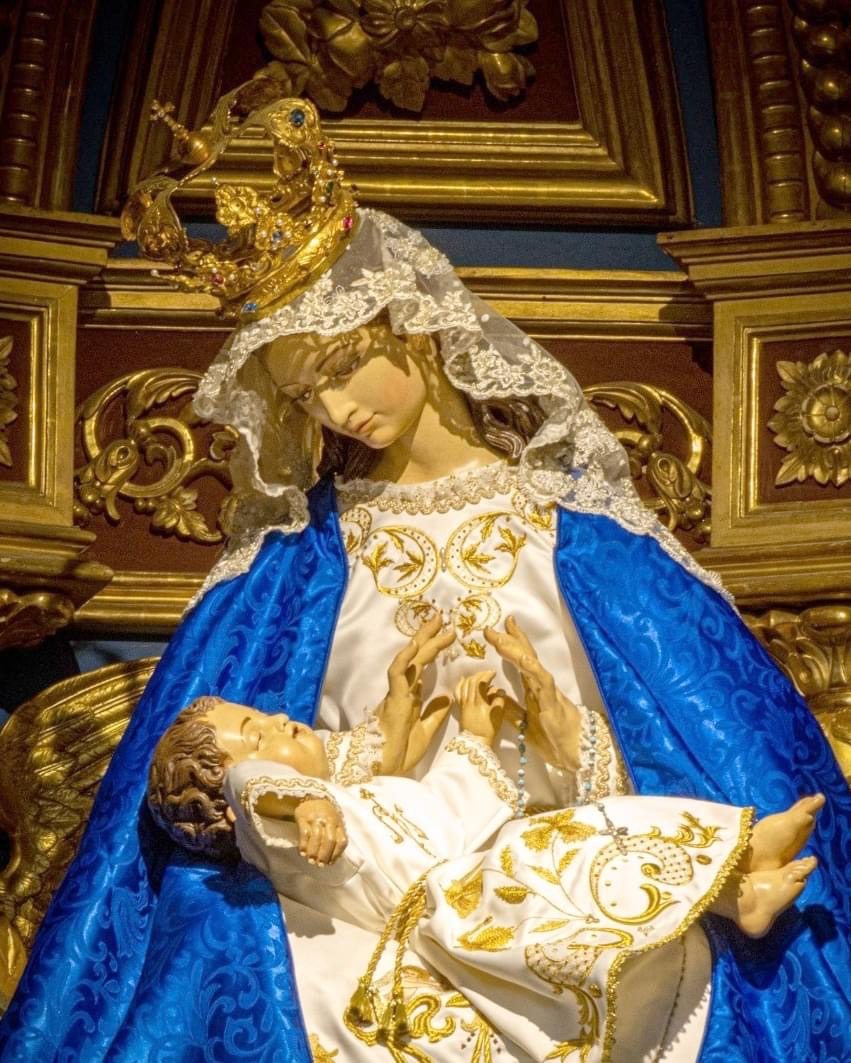
Imagen de Nuestra Señora de la Providencia (Patrona de Puerto Rico), en el interior de la catedral.

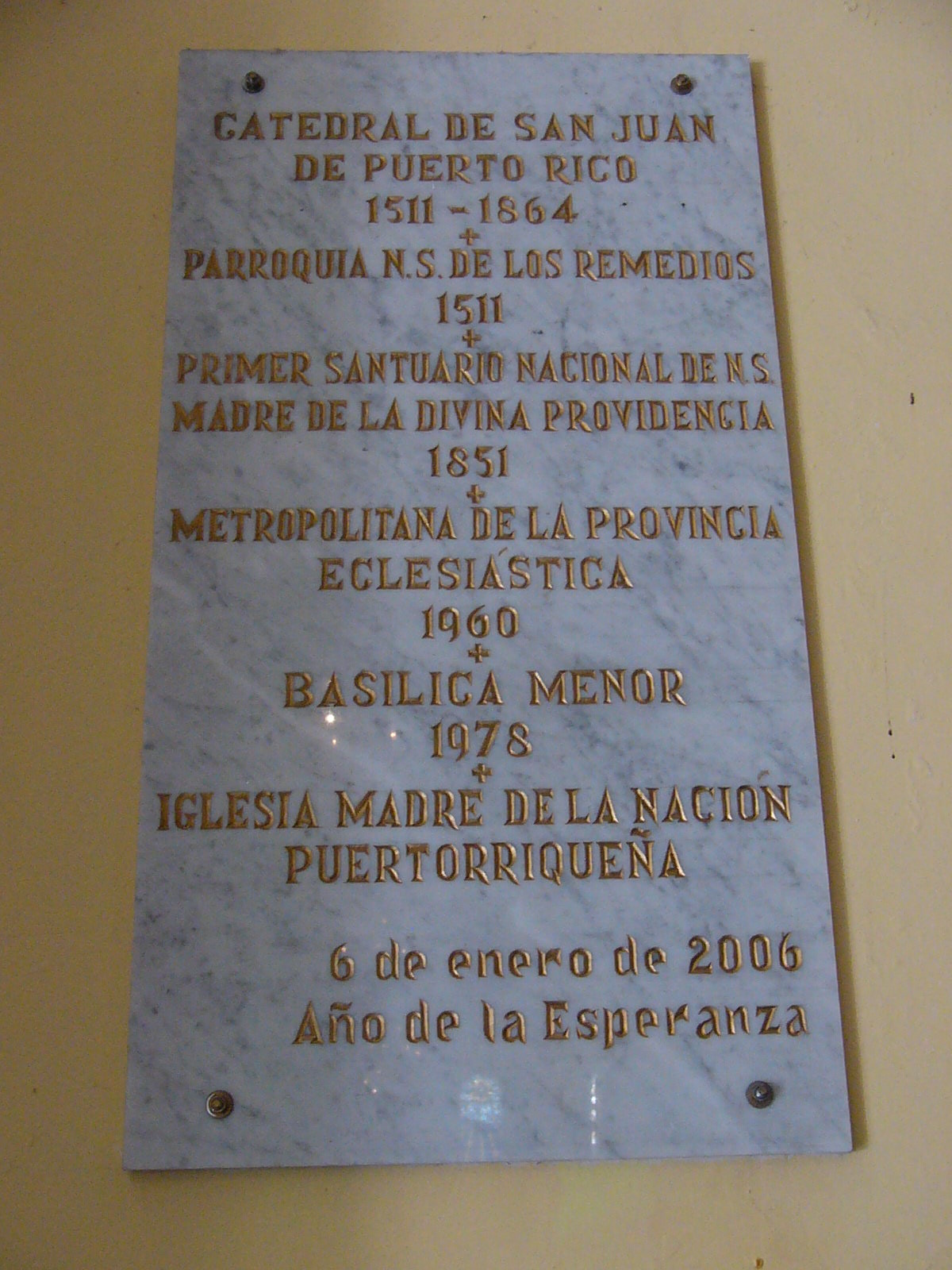
Placa en el interior de la catedral.

Es un camerino que contiene la imagen de la Virgen de la Divina Providencia, patrona de Puerto Rico. A su lado hay una inscripción en la que se lee: Nuestra Señora de la Providencia, Protectora de Puerto Rico (1853-1953).

### Capilla del Baptisterio
En la capilla bautismal o del Baptisterio se encuentra un altar de madera con un retrato y reliquias del beato Carlos Manuel Rodríguez Santiago, más conocido como el Beato Charlie, el primer beato de Puerto Rico y el Caribe.

### Capilla de San Pío I y las Reliquias
Está detrás de la Sacristía. Contiene las reliquias de San Pío I, noveno papa de la Iglesia católica. También contiene las vestiduras y ornamentos usados por el Papa Juan Pablo II en su visita a Puerto Rico en 1984.

### Tumba o Mausoleo de Juan Ponce de León
En esta capilla se encuentra el sepulcro del conquistador don Juan Ponce de León.

### Capilla de la Inmaculada Concepción
Tiene una pintura de la Inmaculada Concepción de la Virgen María. También contiene una imagen de la Virgen del Perpetuo Socorro. Esta capilla sirve como portal lateral.